# X型エンジン

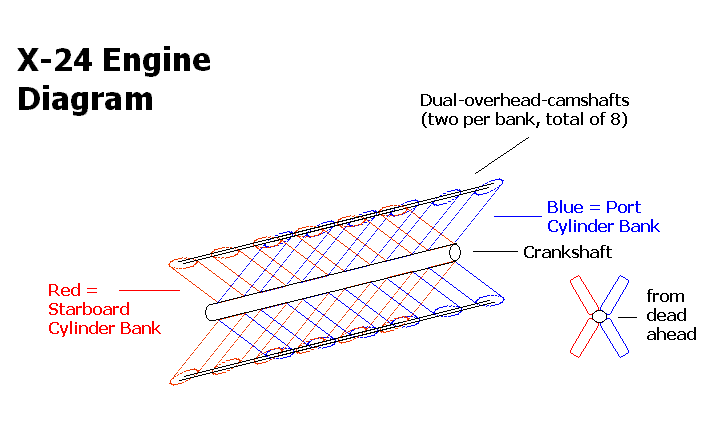
X型24気筒エンジンの概念図

X型エンジンの動作 (90°/90°/90°/90°)

X型エンジンとはレシプロエンジンの一種であり、V型エンジンを上下に結合したような形状で、正面から見るとX形状を示す為にこのような名称が用いられている。クランクシャフトは1本で、4つのシリンダーバンクを持つ。X型エンジンは、文字通りしばしば既存のV型エンジンを用いて上下に結合する形で設計試作が行われた。

## 概要
このような構成のエンジンは星型エンジンと比較して非常に複雑な構造と高度な製造技術が必要とされ、エンジン自体の重さも重くなる傾向があるが、同数シリンダー比ではV型エンジンよりもコンパクトに製作が可能ともなる。設計方法によってはV型12気筒よりやや大きい程度の大きさでX型24気筒を製作する事も不可能ではない為、第二次世界大戦前後には双発機で4発機と同等の出力性能と航続距離を発揮する事を目的として、V型12気筒をベースにしたX型24気筒が大型爆撃機・攻撃機向けのエンジンとして多数設計されたものの、当時は複雑過ぎる構造に技術が追い付かなかった為にいずれも試作段階で開発は頓挫している。21世紀に入り軍事車両用途で実用化がなされている。（後述）

### X型8気筒
- フォードには1920年代に自社のフラットヘッド V-8エンジンをベースにしたX型8気筒エンジンを試作していた記録が残る。[1][2]

### X型12気筒
- 12Н360（ドイツ語版）（A-85-3A） ロシアのチェリチャビンスクトラクター工場（ロシア語版）が製造。「アルマータ」(Армата)共通戦闘プラットフォーム（T-14、T-15他）に搭載。

### X型16気筒
- 第一次世界大戦終結後の1919年、大英帝国のネイピア・アンド・サンは試作攻撃機en:Blackburn Cubarooの為に水冷16気筒のen:Napier Cubを設計した。

第二次世界大戦の末期、ドイツが戦車用のエンジンとしてＸ型16気筒の空冷式ディーゼルエンジンを制作した。Sla-16と呼ばれる。

### X型20気筒
- コンストラクターで元F1チームのコンノート・エンジニアリングは、ビリヤーズ (en: Villiers Engineering)と協力してX型20エンジンの作成を提案しています。ビリヤーズX20エンジンは排気量4リッターで、最大出力が260から500馬力以上のターボチャージャー付きSOHCブロックになります。このエンジンは、タイプD (en: Connaught Type D)スーパーカーのV型10気筒を2つ結合して作成されます。[3]

### X型24気筒
- ドイツ第三帝国のダイムラー・ベンツはドイツ空軍の大型双発爆撃機計画であるB爆撃機計画の為に、ダイムラー・ベンツ DB 604 X型24気筒エンジンを試作していたが、同計画の頓挫により1943年にはエンジンの設計も中止された。

- イタリア王国のイソッタ・フラスキーニは、単発戦闘機カプロニ・ヴィッツォーラ F.6Zの為にZeta R.C. 24/60を設計していたが、1943年のイタリア降伏により機体もエンジンも未完成のまま終わった。

- 大英帝国のロールス・ロイスはV型12気筒のペリグリン エンジンをベースに、ヴァルチャー エンジンを開発、双発爆撃機のアブロ マンチェスターと単発戦闘機ホーカー トーネードに搭載された。しかしエンジンの信頼性の面で問題が大きく、マンチェスターとトーネードの機体及びX型24気筒エンジンの製造は早期に打ち切られ、両機はそれぞれ4発爆撃機のアブロ ランカスター、H型24気筒を搭載するホーカー タイフーンに発展した。両機とも大英帝国の第二次世界大戦勝利に大きく貢献する機体となった。
- en:Rolls-Royce Vultureエンジン以前の試作エンジンとして、空冷スリーブバルブのen:Rolls-Royce Exeエンジンが試作された。

### X型32気筒
- ホンダは1960年代にF1参戦を行った際にX型32気筒のエンジンを計画したが、信頼性に乏しく複雑に過ぎるとして早期に計画は放棄されたという。